# 브링 잇 온 2
브링 잇 온 2(Bring It On Again)는 미국에서 제작된 데이몬 샌토스테파노 감독의 2004년 코미디 영화이다. 2000년에 개봉한 영화 브링 잇 온의 속편이자 브링 잇 온 영화 시리즈의 두 번째 작품이다. 앤 저드슨-야거 등이 주연으로 출연하였고 마크 에이브러햄 등이 제작에 참여하였다.

## 출연

### 주연
- 앤 저드슨-야거
- 브리 터너
- 케빈 쿠니
- 폰느 A. 챔버스
- 브라이스 존슨
- 리차드 리 잭슨
- 베다니 조이 렌츠

### 조연
- 캐서린 베일리스
- 크리스 에머슨
- 켈리 스테이블스
- Zachary Woodlee

## 제작진
- Co-PD: 메건 웨이스
- 미술: 조나단 A. 칼슨
- 의상: 크리스틴 M. 버크
- 배역: 로저 무센든
- 배역: 엘리자베스 보이케위치